# Houda Benyamina
Pour les articles homonymes, voir Benyamina.
Houda Benyamina est une réalisatrice et scénariste française née le 30 novembre 1980 à Viry-Châtillon (Essonne).
Lors du Festival de Cannes 2016, elle obtient la Caméra d'or pour son premier long métrage, Divines, qui remporte également trois César en 2017, dont celui du meilleur premier film.
Elle est également fondatrice de l'association 1 000 Visages, qui a pour but de démocratiser le cinéma.

## Biographie
Houda Benyamina naît dans une famille d'origine marocaine, grandit à Viry-Châtillon dans le quartier des Érables. Elle est la sœur de l'actrice Oulaya Amamra et de l'acteur Mounir Amamra[réf. nécessaire].
Elle se fait renvoyer de plusieurs établissements scolaires : « On ne va pas se mentir, quand tu grandis dans un quartier où les injustices et les inégalités sont à chaque coin de rue, ça crée une colère ». Après un CAP en coiffure, elle prend goût à la littérature et au cinéma, passe le baccalauréat L et est formée comme comédienne à l'école régionale d'acteurs de Cannes (ERAC). Elle poursuit ses études en Biélorussie et aux États-Unis grâce à des bourses : à l’Académie de Minsk, auprès de l'association Demain le Printemps, à l’Ontological Theater et à l’Actors Studio. Mais le métier d'actrice la laisse rapidement frustrée : « J'avais ma vision du monde et besoin de m'exprimer autrement, j'ai appris à écrire et à réaliser ». Elle réalise neuf courts-métrages en neuf mois, primés dans différents festivals et diffusés par des télévisions (Canal+, France 2, Direct 8, TV5 Monde), dont Ma poubelle géante, une satire sociale sur la difficulté de trouver un boulot quand on est multidiplômé et de banlieue.
Elle s'immerge plusieurs mois dans un campement rom de banlieue, démantelé depuis, puis écrit avec Malik Rumeau et réalise le moyen-métrage Sur la route du paradis,. Il est primé en 2011 au Festival du court métrage méditerranéen de Tanger, et au Festival international du film de Dubaï, sélectionné en 2012 par le Festival international du court métrage de Clermont-Ferrand et par le Festival del Cinema Africano de Milan, et est présélectionné pour les César 2013.
Elle se fait remarquer avec son premier long-métrage, écrit avec Malik Rumeau et Romain Compingt, Divines, sélectionné à la Quinzaine des réalisateurs au Festival de Cannes 2016 et bien accueilli par la critique,. Elle se voit décerner la Caméra d'or pour cette première présence dans cette compétition, et prononce à la réception de ce prix un discours pour mettre en avant la nécessité d’avoir plus de femmes au festival de Cannes et dans le monde du cinéma,. En février 2017, lors de la cérémonie des César, Divines reçoit trois récompenses : celle du meilleur premier film, du meilleur espoir féminin et du meilleur second rôle féminin. Le film est nommé aux Golden Globes. Son succès se retrouve aussi en salles, où il fait 330 000 entrées, « un score énorme pour un film au budget serré de 2,4 M€ », et est acheté par Netflix.
Ce premier film trouve sa singularité dans l'incarnation d'une quête aussi bien spirituelle (elle considère que son « travail est une prière » et qu'il symbolise sa quête de spiritualité), que politique (elle dépeint avant tout le portrait de gens « populaires », « désaxés », « au ban de la société » pour créer un cinéma où la diversité n'est pas un évènement, mais le reflet de la France,), dans des corps dont l'énergie, la sensualité et la force sont au cœur de la dramaturgie : « la seule chose qui ne ment pas, pour moi, c'est le langage du corps ». Elle inclut d'ailleurs cette idée dans le combat que les femmes ont à mener : « Aujourd’hui, nous sommes trop cérébraux, pas assez connectés au ventre, à la création. (…) Je crois que ce que nous ressentons est toujours juste. Il faut d’abord écouter ses émotions pour trouver la voie juste et ensuite passer par les mots ».
En 2017, elle développe son second long-métrage Pour Assia, histoire d'amour entre une combattante du FLN algérien et un reporter américain, tout en travaillant de l'autre côté de l'Atlantique en réalisant Deadlier than the Male, le pilote de la série américaine Tell Me Your Secrets pour la TNT, au sujet de trois personnages tourmentés : Emma, qui a fréquenté un criminel, John, tueur en série en quête de rédemption et Mary, une mère à la recherche désespérée de sa fille disparue. La réalisatrice apparait en première place sur la liste The Alice initiative, énumérant les réalisatrices les plus en vogue de l'année 2018 d'après les producteurs et les grands studios hollywoodiens.

## Style, pensée et influences
Son discours enflammé au festival de Cannes 2016 situe le cinéma d'Houda Benyamina dans le sillon d'un combat pour l'égalité des sexes, notamment avec son expression adressée au délégué général de la Quinzaine des réalisateurs : « T'as du clito !, » Dans une interview, elle explique sa démarche : « C'est important de féminiser le courage par le verbe. »
Elle est invitée au talk Women in motion aux côtés de Salma Hayek ou Juliette Binoche pour défendre la place des femmes dans l'industrie du cinéma français et américain, où seulement 23 % des réalisateurs sont aujourd'hui des femmes. La réalisatrice ne se dit pas féministe mais humaniste, c'est pour elle une manière d'inclure les hommes dans le combat de l'égalité des sexes : « Chacun a sa place dans notre société, sans prendre la place de l’autre. Il n’est pas question d’amoindrir la place des hommes,. »
Dans ses références figurent Mohamed Ali, Malcolm X, aussi bien que Jésus (« La spiritualité selon moi dépasse toutes les religions ») et, au cinéma Martin Scorsese, Bertrand Blier, Henri Verneuil, Ettore Scola, Pier Paolo Pasolini. Elle note que pour les jeunes Algériens les figures de Martin Luther King et de Nelson Mandela sont encore inspirantes. 

## Polémiques et critiques
Une caricature qu'elle publie sur sa page Facebook deux jours après les attentats de novembre 2015 dépeint un terroriste de Daech en une marionnette dont les ficelles sont tirées par un Américain et un juif, ce qui retient l'attention de plusieurs éditorialistes,,. Conspiracy Watch a également noté d'autres posts à tendance complotiste ou conspirationniste de la réalisatrice (l'un relayait la pseudo-information selon laquelle Stanley Kubrick avait mis en scène l’alunissage de la Nasa, un autre qualifiait Michel Collon de « grand monsieur »).
À la sortie de Salam, plusieurs critiques français de cinéma s'avouent gênés par la manière dont la réalisatrice y représente le corps de la femme — plongeant dans l'obscurité les cheveux et le corps des femmes interrogées face caméra, comme pour les « voiler » — ainsi que par une certaine édulcoration du salafisme, dont le nom n'est pas prononcé.

## Engagements
Houda Benyamina fait partie du collectif « Maintenant on agit » qui lance un appel, pendant la cérémonie des César de 2018, pour soutenir les associations d'aide aux victimes de violences sexuelles en avançant notamment l'idée d'instaurer des quotas dans le monde du cinéma pour permettre d'en finir avec la discrimination féminine. 
Elle est membre du collectif 50/50 qui a pour but de promouvoir l’égalité des femmes et des hommes et la diversité dans le cinéma et l’audiovisuel,.
Elle participe à la création, avec Eiji Ieno, de l’association 1000 visages, pour favoriser l’accès à la culture pour les personnes qui en sont les plus éloignées pour des raisons sociales, économiques et territoriales. L'association a pour ambition de « développer un cinéma porteur de respect, de tolérance, d’ouverture et de dialogue interculturel, gage de compréhension entre les perceptions du monde propres à chacun, gage de paix, de sécurité et de prospérité pour le futur,,,. »

## Filmographie
Sauf indication contraire, les informations mentionnées dans cette section peuvent être confirmées par les bases de données cinématographiques  présentes dans la section « Liens externes ».
- 2006 : Paris vs Banlieue (court métrage)
- 2006 : Taxiphone Francaoui (court métrage)
- 2006 : Le clou en chasse un autre (court métrage)
- 2008 : Ma poubelle géante (court métrage)
- 2011 : Sur la route du paradis[34] (moyen métrage)
- 2016 : Divines
- 2020 : The Eddy (série télévisée), saison 1, épisodes 3 et 4
- 2022 : Salam (documentaire), co-réalisé avec Mélanie Diam's et Anne Cissé
- 2025 : Toutes pour une

## Distinctions
Sauf indication contraire, les informations mentionnées dans cette section peuvent être confirmées par les bases de données cinématographiques  présentes dans la section « Liens externes ».

### Récompenses
- Festival international du film de Dubaï 2011 :
  - Prix Muhr Arab du court métrage pour Sur la route du paradis
  - Prix FIPRESCI du court métrage pour Sur la route du paradis
- Festival de Cannes 2016 :
  - Caméra d'or pour Divines
  - Mention spéciale du Prix SACD pour Divines
- Festival du film de Munich 2016 : meilleur film d'un réalisateur émergent pour Divines
- Prix Lumières 2017 : prix Heike Hurst du meilleur premier film pour Divines
- César 2017 : meilleur premier film pour Divines

### Nominations
- César 2017 : 
  - Meilleur film pour Divines
  - Meilleur réalisateur pour Divines
  - Meilleur scénario original pour Divines (avec Romain Compingt et Malik Rumeau
- Golden Globes 2017 : meilleur film en langue étrangère pour Divines
- Globe de cristal 2017 : meilleur film pour Divines
- Black Reel Awards 2017 : meilleur film étranger pour Divines

### Sélections
- Festival de Cannes 2016 : sélection Quinzaine des réalisateurs et en compétition pour la Queer Palm pour Divines
- Festival de Cannes 2022 : en compétition pour l'Œil d'or pour Salam